# Obsèques nationales en France
Pour un article plus général, voir Obsèques nationales.

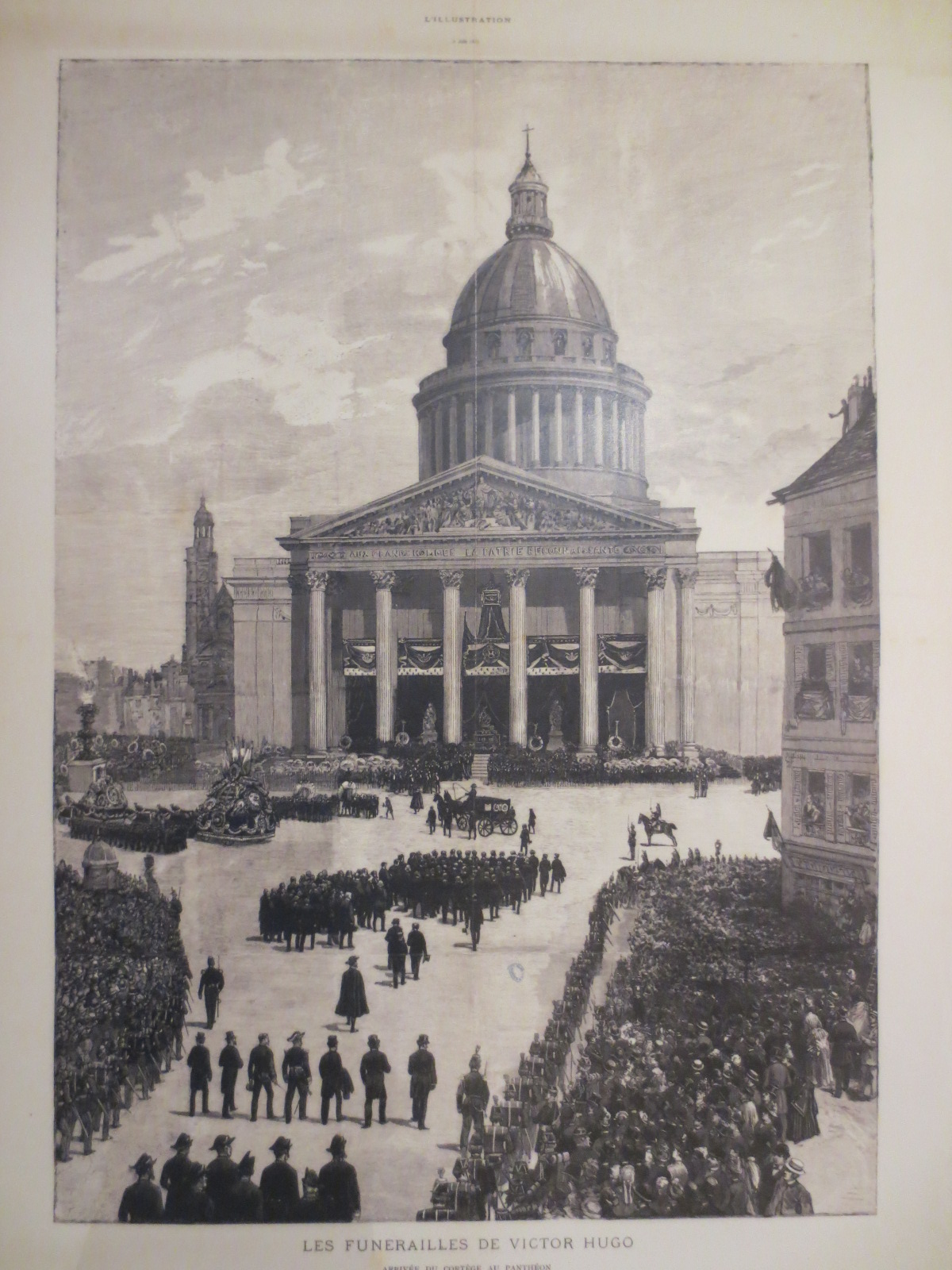
Obsèques nationales de Victor Hugo le 1er juin 1885 au Panthéon de Paris, devant une foule immense (L'Illustration, 6 juin 1885-).

Les obsèques ou funérailles nationales sont, en France, les hommages rendus de manière officielle par l'État, appelés obsèques nationales, lors du décès d'une personnalité ayant eu un rôle exceptionnel.

## Généralités
Les obsèques nationales ne font pas l'objet de règles précises en France.
Sous la Quatrième République, les funérailles ne peuvent revêtir un caractère national qu'à l'instigation d'une loi. L'État prenait à sa charge les frais par l'intermédiaire du budget « cérémonies publiques » du ministère de l'Éducation nationale. Une loi postérieure accordait un crédit supplémentaire à ce ministère.
Sous la Cinquième République, les obsèques nationales relèvent d'un décret du président de la République dont l'application est à la charge du Premier ministre. Les frais de cet hommage posthume sont pris en charge par l'État. Il peut également être décidé que le corps du défunt puisse être transféré au Panthéon de Paris. La cérémonie d'hommage national est semblable à la cérémonie d'obsèques nationales, la seule différence étant que ces dernières relèvent d'un décret du président de la République et sont exclusivement à la charge de l'État.

Cartons d'invitation à des obsèques nationales
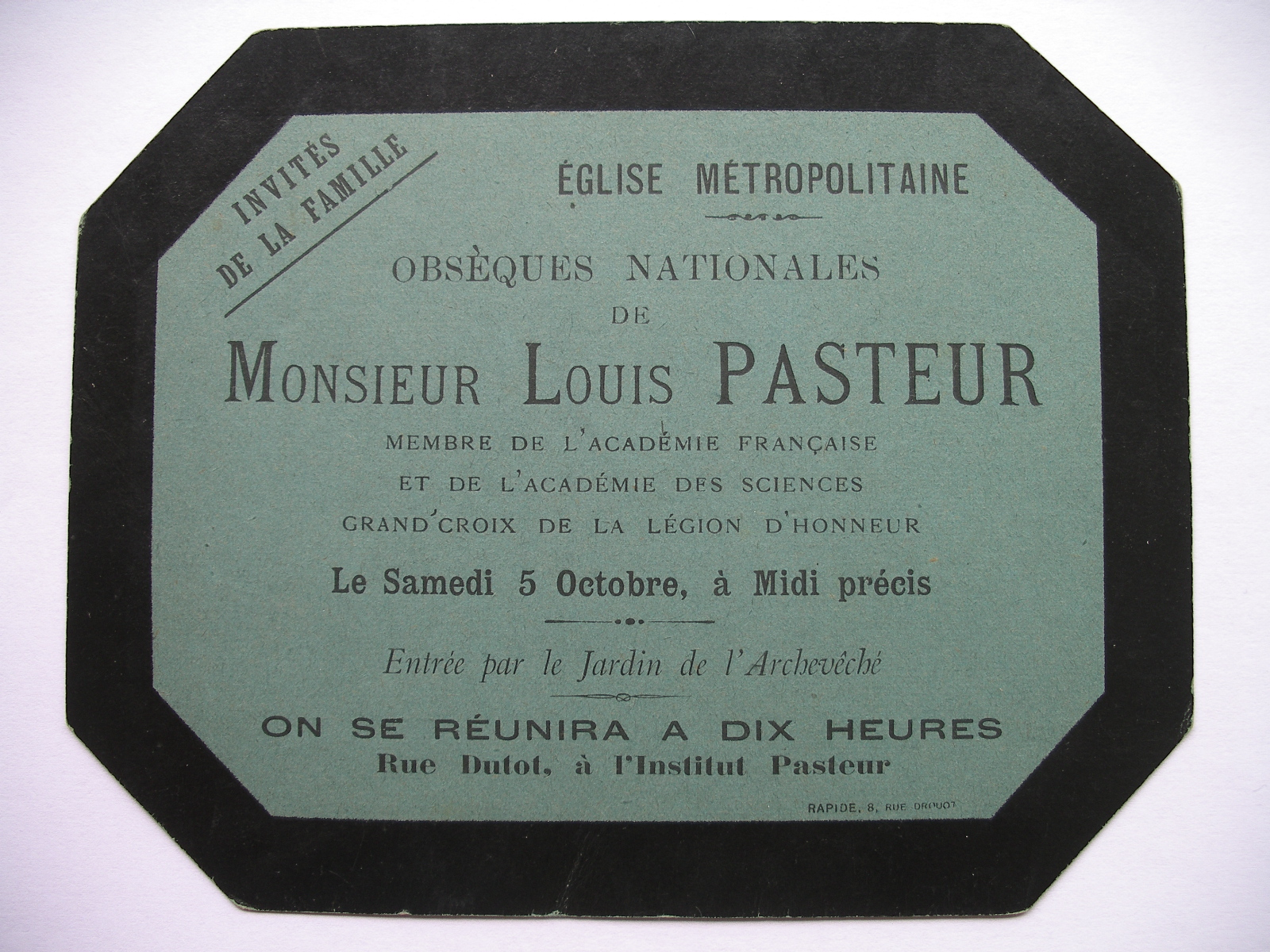
Louis Pasteur, 5 octobre 1895.
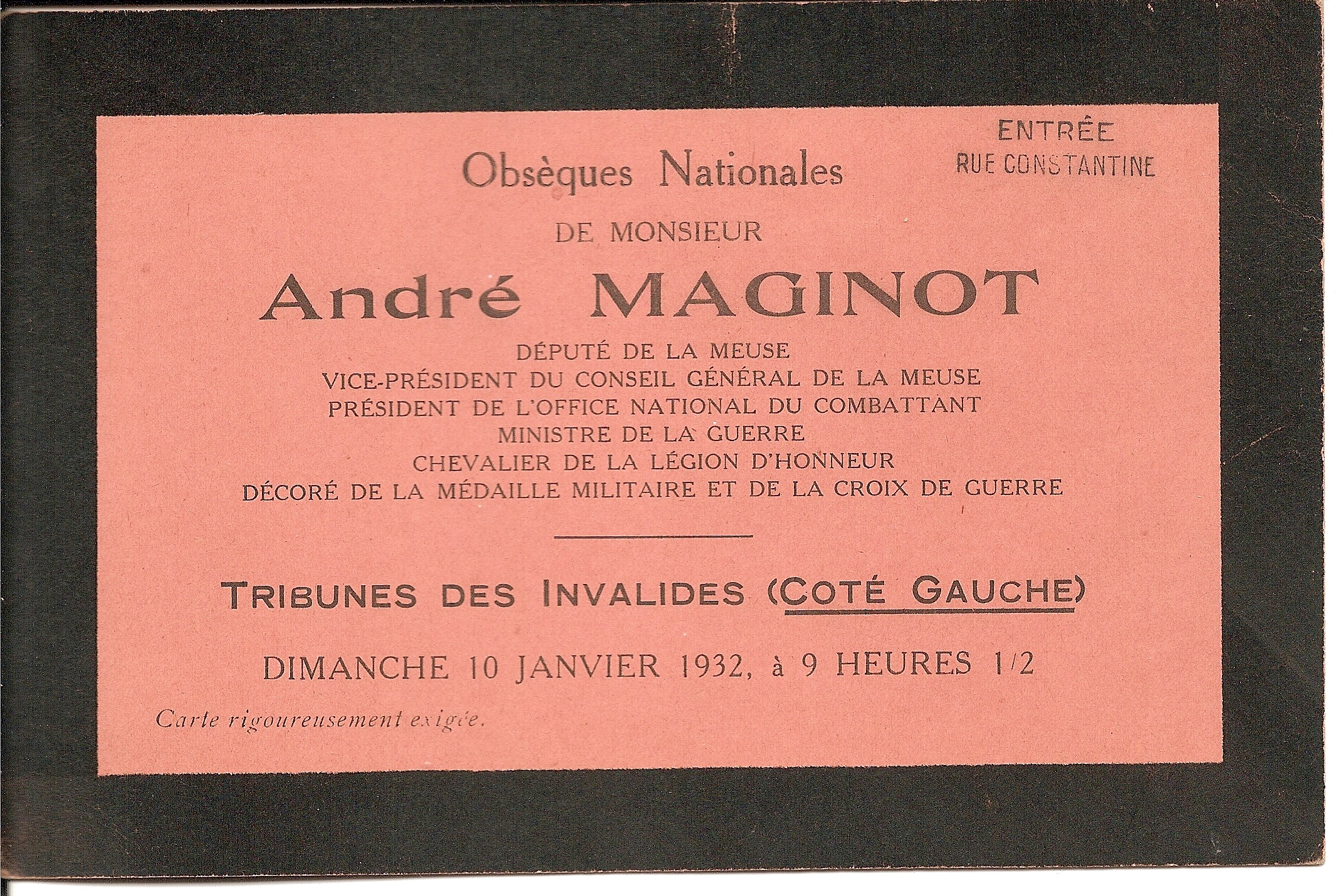
André Maginot, 10 janvier 1932.
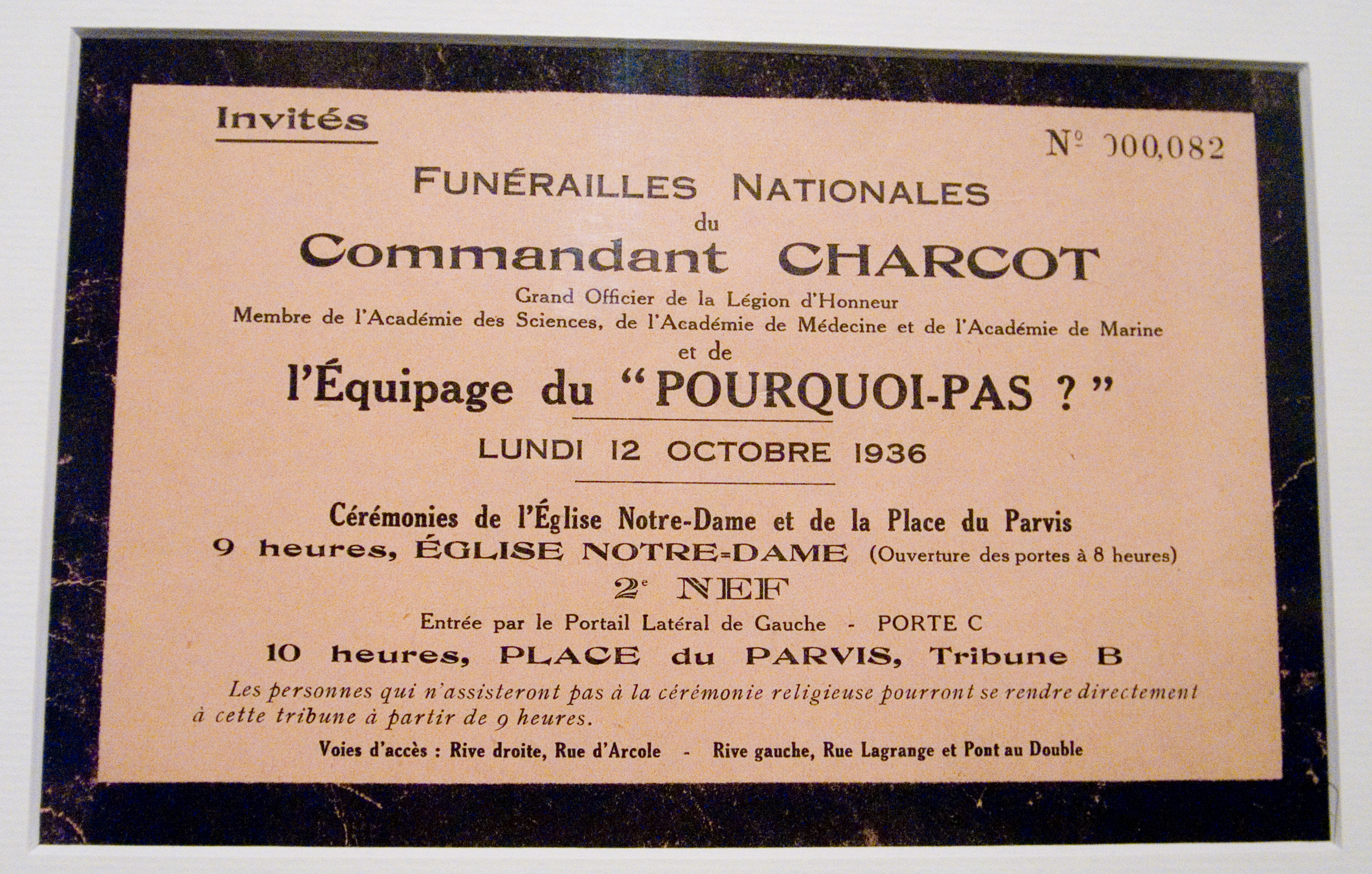
Jean-Baptiste Charcot, 12 octobre 1936.

## Présidents de la République
Charles de Gaulle, Georges Pompidou, François Mitterrand et Valéry Giscard d'Estaing, présidents de la République française durant la Cinquième République, n'ont pas fait l'objet d'obsèques nationales, qu'ils avaient refusées par testament, mais d'un deuil national.

## Femmes
Le gouvernement a envisagé l'organisation d'obsèques nationales pour l'actrice Sarah Bernhardt en 1923, ce qui en aurait fait la première femme à recevoir cet honneur, mais y a finalement renoncé,,.
L'écrivaine Colette est donc la première femme à bénéficier d'obsèques nationales en 1954.

## Liste
- Marcellin Berthelot et Sophie Berthelot en 1907, transfert au Panthéon[8],[9]

|           | Nom                                                    | Domaine     | Activité                                  | Date            | Lieu                             | Décret ou loi     | Décret ou loi |
| --------- | ------------------------------------------------------ | ----------- | ----------------------------------------- | --------------- | -------------------------------- | ----------------- | ------------- |
|           | Léon Gambetta                                          | Politique   | Président du Conseil                      | 6 janv. 1883    |                                  | 2 janv. 1883      | [ a ]         |
|           | Victor Hugo (funérailles de Victor Hugo)               | Art         | Écrivain                                  | 1er juin 1885   | Paris, Panthéon                  | 24 mai 1885       | [ b ]         |
|           | Michel-Eugène Chevreul                                 | Sciences    | Chimiste                                  | 13 avr. 1889    | Paris, Notre-Dame                | 12 avr. 1889      | [ c ]         |
|           | Jules Grévy                                            | Politique   | Président de la République                | 14 sept. 1891   | Mont-sous-Vaudrey                | 12 sept. 1891     | [ d ]         |
|           | Pierre II                                              | Politique   | Empereur du Brésil                        | 9 déc. 1891     | Paris, La Madeleine              | [réf. nécessaire] |               |
| Mal       | Patrice de Mac Mahon                                   | Militaire   |                                           | 22 oct. 1893    | Paris, La Madeleine et Invalides | 19 oct. 1893      | [ e ]         |
| Mal       | Patrice de Mac Mahon                                   | Politique   | Président de la République                | 22 oct. 1893    | Paris, La Madeleine et Invalides | 19 oct. 1893      | [ e ]         |
|           | Charles Gounod                                         | Art         | Compositeur                               | 28 oct. 1893    | Paris, La Madeleine              | 21 oct. 1893      | [ f ]         |
|           | Sadi Carnot (funérailles de Sadi Carnot)               | Politique   | Président de la République                | 1er juill. 1894 | Paris, Notre-Dame et Panthéon    | 29 juin 1894      | [ g ]         |
|           | Louis Pasteur                                          | Sciences    | Microbiologiste                           | 5 oct. 1895     |                                  | 1er oct. 1895     | [ h ]         |
|           | Félix Faure                                            | Politique   | Président de la République                | 23 fév. 1899    |                                  | 21 fév. 1899      | [ i ]         |
|           | Noël Ballay                                            | Politique   | Gouverneur général de l'AOF               | 4 mars 1902     | Chartres, Notre-Dame             | 31 janv. 1902     | [ j ]         |
| Gal       | Joseph Gallieni                                        | Militaire   |                                           | 1er juin 1916   |                                  | 21 mai 1916       | [ k ]         |
| Gal       | Michel Maunoury                                        | Militaire   |                                           | 1923            |                                  |                   |               |
|           | Pierre Loti                                            | Art         | Écrivain                                  | 1923            |                                  |                   |               |
|           | Maurice Barrès                                         | Art         | Écrivain                                  | 1923            |                                  |                   |               |
|           | Gabriel Fauré                                          | Art         | Compositeur                               | 1924            | Paris, La Madeleine              |                   |               |
| Mal       | Émile Fayolle                                          | Militaire   |                                           | 1928            |                                  |                   |               |
| Mal       | Ferdinand Foch                                         | Militaire   |                                           | 26 mars 1929    |                                  |                   |               |
| Mal       | Joseph Joffre                                          | Militaire   |                                           | 6 janv. 1931    |                                  |                   |               |
|           | André Maginot                                          | Politique   | Ministre                                  | 10 janv. 1932   |                                  | 7 janv. 1932      | [ l ]         |
|           | Aristide Briand                                        | Politique   | Président du Conseil                      | 12 mars 1932    |                                  |                   |               |
|           | Paul Doumer                                            | Politique   | Président de la République                | 12 mai 1932     |                                  |                   |               |
|           | Georges Leygues                                        | Politique   | Président du Conseil                      | 6 sept. 1933    |                                  |                   |               |
|           | Paul Painlevé                                          | Politique   | Président du Conseil                      | 4 nov. 1933     |                                  | 3 nov. 1933       | [ m ]         |
|           | Émile Roux                                             | Sciences    | Médecin, bactériologiste et immunologiste | 9 nov. 1933     |                                  | 7 nov. 1933       | [ n ]         |
| Mal       | Hubert Lyautey                                         | Militaire   |                                           | 1934            |                                  | 28 juill. 1934    | [ o ]         |
| Gal       | Augustin Dubail                                        | Militaire   |                                           | 10 janv. 1934   |                                  |                   |               |
|           | Albert Besnard                                         | Art         | Peintre et graveur                        | 1934            |                                  |                   |               |
|           | Louis Barthou                                          | Politique   | Président du Conseil                      | 10 oct. 1934    |                                  |                   |               |
|           | Raymond Poincaré                                       | Politique   | Président de la République                | 20 oct. 1934    |                                  |                   |               |
|           | Roger Salengro                                         | Politique   | Ministre                                  | 1936            |                                  |                   |               |
| Cdt       | Jean-Baptiste Charcot et l'équipage du Pourquoi-Pas ?, | Sciences    | Médecin et explorateur polaire            | 12 oct. 1936    | Paris, Notre-Dame                | 25 sept. 1936     | [ p ]         |
|           | Gaston Doumergue                                       | Politique   | Président de la République                | 1937            |                                  |                   |               |
|           | Édouard Branly                                         | Sciences    | Physicien et médecin                      | 1940            |                                  |                   |               |
| Gal       | Charles Huntziger                                      | Militaire   |                                           | 1941            |                                  | 14 nov. 1941      | [ q ]         |
|           | Philippe Henriot                                       | Politique   | Secrétaire d'État                         | 2 juill. 1944   | Paris, Notre-Dame                |                   |               |
|           | Paul Valéry                                            | Art         | Écrivain                                  | 1945            |                                  |                   |               |
| Gal       | Henri Gouraud                                          | Militaire   |                                           | 1946            |                                  |                   |               |
|           | Adrien Tixier                                          | Politique   | Ministre                                  | 1946            |                                  | 4 mars 1946       | [ r ]         |
| Gal       | Philippe Leclerc de Hauteclocque                       | Militaire   |                                           | 1947            |                                  | 6 déc. 1947       | [ s ]         |
| Gal       | Henri Giraud                                           | Militaire   |                                           | 1949            |                                  | 14 mars 1949      | [ t ]         |
|           | Léon Blum                                              | Politique   | Président du Conseil                      | 1950            |                                  | 4 janv. 1951      | [ u ]         |
|           | Albert Lebrun                                          | Politique   | Président de la République                | 1951            |                                  | 31 déc. 1950      | [ v ]         |
| Gal       | Jean de Lattre de Tassigny                             | Militaire   |                                           | 1952            |                                  | 15 janv. 1952     | [ w ]         |
|           | Colette                                                | Art         | Écrivaine                                 | 7 août 1954     |                                  |                   |               |
|           | Édouard Herriot                                        | Politique   | Président du Conseil                      | 1957            |                                  | 28 mars 1957      | [ x ]         |
|           | René Coty                                              | Politique   | Président de la République                | 1962            |                                  |                   |               |
| Mal       | Alphonse Juin                                          | Militaire   |                                           | 1967            |                                  | 30 janv. 1967     | [ y ]         |
|           | Joséphine Baker                                        | Art         | Spectacle vivant                          | 1975            |                                  |                   |               |
|           | Abbé Pierre                                            | Humanitaire |                                           | 2007            |                                  |                   |               |
|           | Aimé Césaire                                           | Art         | Écrivain                                  | 20 avr. 2008    |                                  | 18 avr. 2008      | [ z ]         |
| Politique | Aimé Césaire                                           | Député      |                                           | 20 avr. 2008    |                                  | 18 avr. 2008      | [ z ]         |
|           | Lazare Ponticelli                                      | Militaire   | Dernier poilu                             | 2008            |                                  |                   |               |
|           | Simone Veil                                            | Politique   | Ministre                                  | 2017            |                                  |                   |               |
|           | Jacques Chirac (funérailles de Jacques Chirac)         | Politique   | Président de la République                | 2019            |                                  |                   |               |